# HAT-P-9 b
HAT-P-9b는 마차부자리에 있는, 지구에서 약 1,560 광년 떨어져 있는 외계 행성이다. 이 행성은 2008년 6월 26일 통과법을 통해 발견되었다. 질량은 목성의 78퍼센트, 반지름은 목성의 약 140퍼센트이다. 통과법을 이용해 발견된 여타 외계 행성들처럼(HD 17156b는 제외), 뜨거운 목성이기도 하다. 가까이 있는 탓에 1 공전주기는 약 3.92 일이며, 모항성과의 평균 거리는 약 790만 킬로미터 정도이다.

## 참고 문헌
- Shporer, A.; Bakos, G. A.; Bouchy, F.; Pont, F.; Kovacs, G.; Latham, D. W.; Sipocz, B.; Torres, G.; Mazeh, T.; Esquerdo, G. A.; Pal, A.; Noyes, R. W.; Sasselov, D. D.; Lazar, J.; Papp, I.; Sari, P.; Kovacs, G. (2008년 6월). “HAT-P-9b: A Low Density Planet Transiting a Moderately Faint F star”. 《ARXIV》. arXiv:0806.4008 [astro-ph].